# セドヘプツロース-1,7-ビスリン酸
セドヘプツロース-1,7-ビスリン酸（セドヘプツロース-1,7-ビスリンさん、英語: sedoheptulose-1,7-bisphosphate）とは、セドヘプツロースの1位と7位の炭素原子がリン酸化したセドヘプツロース分子のことであり、カルビン・ベンソン回路の代謝中間体として存在する。

## 解説
カルビン・ベンソン回路ではジヒドロキシアセトンリン酸とエリトロース-4-リン酸の同化反応によって生成し、その後セドヘプツロース-1,7-ビスホスファターゼによって脱リン酸化を受けてセドヘプツロース-7-リン酸になる。解糖系のペントースリン酸経路にはセドヘプツロース-7-リン酸が生成するが、その後分解され、セドヘプツロース-1,7-ビスリン酸は生成しない。